# 西川千雅
西川 千雅（にしかわ かずまさ、1969年4月9日 - ）は、名古屋西川流四世家元。名古屋をどり主催。愛知県名古屋市出身。
東京都新宿区に本部を置く「西川流®」（一般財団法人 西川流）とは無関係。

## 来歴
1969年4月9日、西川右近の長男として生まれる。6歳で初舞台。1987年、名古屋国際学園（名古屋インターナショナルスクール）卒業。1991年、アメリカ School of Visual Arts 卒業BFA。1994年、浮辺奈生子と結婚。2014年9月、名古屋西川流四世家元を継承。2021年、一般社団法人日本舞踊スポーツ科学協会(NOSS)理事長に就任。

## 活動
名古屋をどりと、ひな菊会を主催。1996年、東海ラジオ「西川千雅の大ナゴヤ電波喫茶」パーソナリティー。2009年、CBCドラマ「マイ・ウェイ」出演、新作舞踊劇「穴」（青井陽治作）作・編曲。2011年、愛知県岡崎市でグレート家康公「葵」武将隊と、あいち戦国姫隊プロデュース。2012年、名古屋みなと祭の新曲「み（ん）なとをどり」プロデュース・振付。2013年、NAMOアドバイザー、円頓寺商店街まちなか芝居「浮世のWONDERLAND」脚本・演出。2015年、NHK「にっぽんの芸能」出演。2016年、伊勢志摩サミットアウトリーチ国首脳等歓迎レセプションの戦国オペラ「本能寺が燃える」総合プロデュース。

## 出版
- 『7分のおどりで筋力強化! 日舞エクササイズ「NOSS」のすべて』西川右近共著、湯浅景元監修　日経BPM　2010